# Râul Bughea, Teleajen

Râul Bughea este un curs de apă, afluent al râului Teleajen. 

## Hărți
- Harta Județului Prahova